# Cot Tunong
Cot Tunong är en kulle i Indonesien.   Den ligger i provinsen Aceh, i den västra delen av landet, 1 800 km nordväst om huvudstaden Jakarta. Toppen på Cot Tunong är 187 meter över havet.
Terrängen runt Cot Tunong är varierad. Runt Cot Tunong är det ganska tätbefolkat, med 179 invånare per kvadratkilometer. Närmaste större samhälle är Banda Aceh, 10,5 km norr om Cot Tunong. Trakten runt Cot Tunong består till största delen av jordbruksmark.